# Вёшенка степная
Вёшенка степна́я, или короле́вская, также степно́й бе́лый гриб (лат. Pleurotus eryngii) — вид грибов, включённый в род Вёшенка (Pleurotus) семейства Вёшенковые (Pleurotaceae).

## Ареал
Естественный ареал тянется от Атлантического океана через Центральную Европу и Средиземноморье до Западной Азии и Индии.

## Описание
Плодовое тело шляпконожечное. Шляпка 4,5—13 см в диаметре, в раннем возрасте с бугорком в центре, затем становится плоской и вдавленной, мясистая. Окраска кожицы сначала красно-коричневая, затем буроватая до бледно-охристой, к краю более бледная. Поверхность, особенно в центре, мелкочешуйчатая или волокнистая.
Пластинки низбегающие на ножку, довольно частые, розовато-кремового цвета, с равноокрашенным цельным краем.
Ножка 2—5 см в высоту и до 2,5 см толщиной, центральная или эксцентрическая, цилиндрическая, в основании с утолщением, беловатая, затем буровато-охристая, у старых грибов часто с «ватной» паутинистой мякотью.
Мякоть беловатая, иногда буроватая или розоватая, без особого запаха, с грибным вкусом.
Споровый порошок кремового цвета. Споры 10—12,5×4,5—5,5 мкм, узкоэллиптические до цилиндрических, по 2 или по 4 на булавовидных базидиях.

## Экология
В отличие от других видов рода Pleurotus, развивающихся на древесине, вёшенка степная образует колонии на корнях и стеблях зонтичных растений из родов Синеголовник, Ферула, Ферульник, Гладыш, Тапсия. Может как выступать сапрофитом (чаще), так и иметь склонность к паразитизму.